# Proceso electrolítico Betts

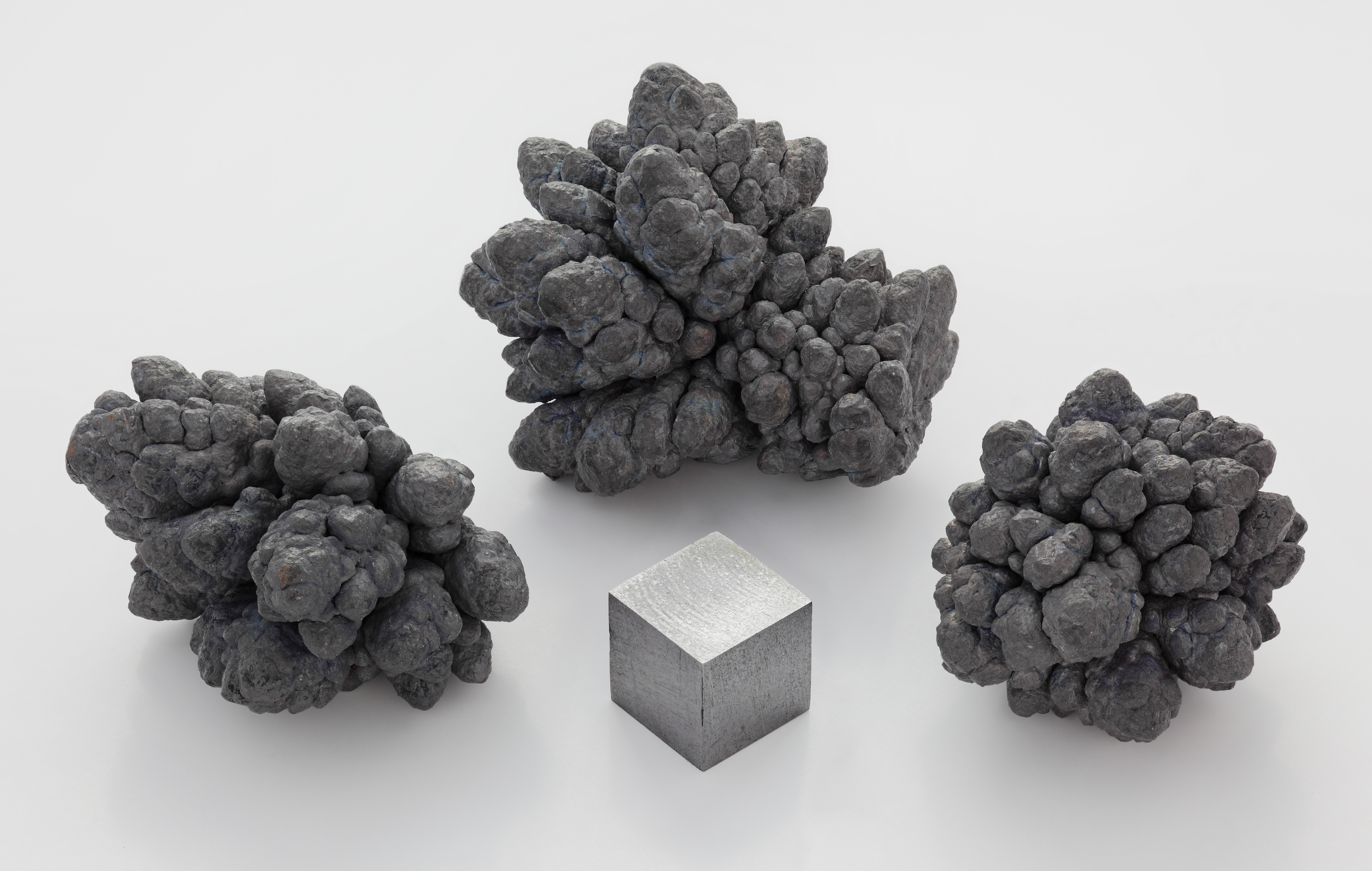
Nódulos de plomo purificado (99,8 %) electrolíticamente oxidados superficialmente y cubo de 1 cm^{3} de alta pureza (99.989 %)

El proceso electrolítico Betts es un proceso industrial para la purificación de plomo a partir de lingotes. El plomo obtenido a partir de sus menas es bastante impuro porque el plomo es un buen disolvente para muchos metales. A menudo, estas impurezas son toleradas, pero el proceso electrolítico Betts se utiliza cuando se requiere plomo de alta pureza, especialmente libre de bismuto.
Es nombrado por el químico estadounidense Anson Gardner Betts (1876-1976), que obtuvo varias patentes a partir de 1901.

## Descripción del proceso
El electrolito para este proceso es una mezcla de fluorosilicato de plomo (PbSiF6) y ácido hexafluorosilícico (H2SiF6) que opera a 45 °C . Los cátodos son hojas delgadas de plomo puro y los ánodos son emitidos desde el plomo impuro a purificar. Se aplica un potencial de 0,5 V. En el ánodo, el plomo se disuelve en la disolución, al igual que las impurezas de metales que son menos nobles que el plomo. Las impurezas que son más nobles que el plomo, tales como plata, oro y bismuto, forman copos desde el ánodo a medida que se disuelve y se depositan en el fondo de la vasija como "lodo anódico." El plomo se deposita en las placas de plomo metálico en el cátodo, los metales menos nobles permanecen en la solución. Debido al alto coste de la electrólisis, este proceso se utiliza solo cuando se necesita plomo de alta pureza. De lo contrario se prefieren los métodos pirometalúrgicos, tales como el proceso Parkes seguido por el proceso Betterton-Kroll.